# Akmeniškiai
Akmeniškiai, nehrungskurisch-deutsch Akmonischken,  ist ein Dorf im Amtsbezirk Katyčiai (eingedeutscht Coadjuthen) der Rajongemeinde Šilutė (deutsch Heydekrug).

## Name
Der Name beschreibt steiniges Gelände und ist prußisch von "akmenis": Stein, Felsen, Gestein, Brocken  bzw. von Nehrungskurisch „akmins“: Stein abzuleiten.
In alten Dokumenten wurde es 1542 Agminischken genannt, 1584 Ackminischken und Ackmanischken. Anfang des 20. Jahrhunderts hieß es Ackmonischken, 1939–45 wieder Akmonischken.

## Geschichte
Ackmonischken, im Kirchspiel Coadjuthen gelegen, gehörte in der Zeit bis 1920 zum preußischen Kreis Tilsit. Bis 1939 war das Dorf Teil des Memelgebietes und gehörte nunmehr zum litauischen Kreis Pogegen. Nach der Rückgliederung des Memelgebietes trat die Gemeinde wieder zur Provinz Ostpreußen zurück und wurde dem Landkreis Heydekrug angeschlossen.

## Bevölkerungsentwicklung
Im Jahre 1885 lebten in dem Dorf 405 Einwohner.

1941 betrug die Einwohnerzahl 236.

1997 gab es 76 Einwohner.